# 法拉第冰桶实验

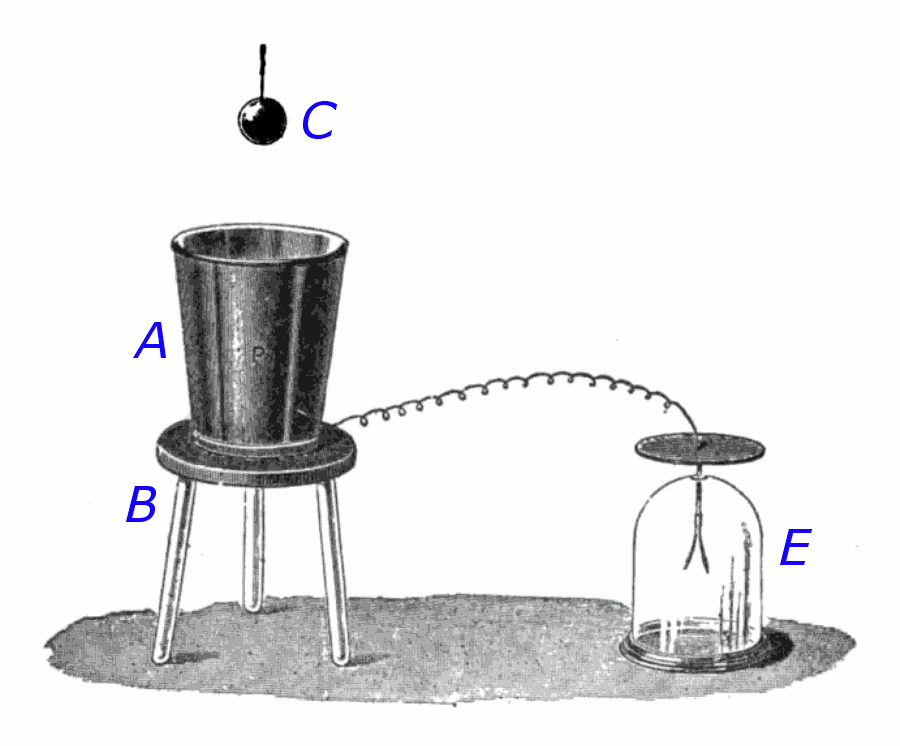
法拉第用于实验的设备：铁桶（A）放在木凳（B）上，以与地面绝缘。不导电丝线上系有带静电金属球（C），可以伸入桶内。敏感的電荷检测器，金箔验电器（E），通过导线连到桶的外侧。当带电小球放入桶内而不触及它时，验电器指示电荷存在，表明球在金属容器上感应出了电荷。桶的内表面上感应出异种电荷。如果球碰到桶的内表面，两物体上的电荷相抵消，表明感应电荷与球上的诱导电荷的数量级相同。

法拉第冰桶实验是英国科学家麥可·法拉第在1843年进行的一项简单的靜電學实验，以演示导电容器上的静电感应现象。这个容器，法拉第用的是一个装冰的铁桶，实验因而得名。实验表明，一导电壳体内封入的電荷会在壳上感应出等量电荷，并且在导体中，电荷全部驻留在表面上。它还演示了电磁屏蔽的原理，这在法拉第笼中也有应用。冰桶实验是第一个对静电荷的精确的定量实验。今天在讲座演示和物理实验课中，该实验仍用以讲解静电原理。

## 实验说明
以下是以现代眼光呈现的详细实验步骤：
1. 实验使用无盖导电金属容器A，与地面绝缘。法拉第用的是铅锡水桶，直径7英寸，高10.5英寸，放于木凳上[1]，但如今常用上方有洞的空心金属球[10]，或放置在绝缘支架上的金属壁气缸[9][12]。敏感的电荷检测器用导线连到其外表面。法拉第用的是金箔验电器，但如今常用静电计[9]，因为它远比验电器敏感，可以区分电荷电性，并可给出定量读数[13]。将该容器连接到一个大导电体（“大地”）以排出电荷，这个过程称为接地。可以用手指触摸，将导电的人体作为大地来完成。这样，原先所带的电荷就会排入大地中。此时电荷检测器的读数为零，表明容器已不带电。
2. 用起电机给金属物体C（法拉第用不导电丝线悬挂的黄铜小球[1]，但现代实验常用装在绝缘手柄上的小金属球或金属盘[4]）充电，并放入容器A中，而不触碰它。随着物体逐渐放入容器，电荷检测器的读数增加，表明容器外侧正在充电。当物体足够深入其中，电荷检测器示数便不再改变，为一恒定电荷量，而不会随物体位置进一步降低而增加。容器外侧的电荷与物体上的电荷极性相同。如果用电荷检测器触碰容器内侧，发现内部电荷极性相反。如，物体C带正电，容器A的外侧会带正电，而内侧带负电。
3. 如果在容器内移动物体C，而不接触容器壁，电荷检测器示数不改变，表明容器外的电荷量不受物体在容器中位置的影响。
4. 如果从容器中取出物体C，电荷检测器示数将再次回到零点处。这表明容器上电荷是由C感应而起，容器本身并无净电荷。因而内外侧所带的相反电荷数值上一定相等。
5. 将带电体C与容器接触，电荷检测器示数不改变。但如果这时再将物体提出容器，示数则保持不变，表明此时容器已带净电荷。如果用电荷检测器试探物体，会发现物体完全没有电荷，容器内也不带电。这表明C上的所有电荷已转移至容器上，且恰好与容器内侧的相反电荷相中和，只留下外侧电荷。因此容器内侧的电荷量与C上电荷量完全相等。

可以购买到含学生实验所需设备的实验套件。

### 避免杂散电荷引起误差
实验者身体、衣服、邻近设备上的杂散静电荷，及使用市电的设备所产生的交流電电场，可能会在容器或带电体C上感应出额外的电荷，从而导致读数出现误差。要想实验成功，往往需要采取预防措施，以消除这些无关电荷：
- 在实验前，应为容器及周围导体接地（轻触指定为“大地”的大导体），以除去其上电荷来实现。由于电荷相互排斥，物体上的所有电荷将流入地下。可通过以导电人体作为大地，用手指触摸它们来实现。然而实验者本身的身体应不时接地，可以触摸良好的金属大地如金属工作台，或最好是水管或楼道电源布线中的接地线。[14]理想情况下，在整个实验过程中，实验者的身体都应接地[13]。一些实验工具包包含了导电接地板，可在工作台上垫在设备下，及防静电手腕带，可由实验者穿戴并连接到良好大地上。
- 静电计以地面为基准测量电荷，因此在使用期间需要有接地线[13]。通常会有一根黑色接地线，尾端有夹子，在使用中应夹在金属大地上。
- 在实验中，实验者必须避免过多移动。[13]走动或挥舞手臂可能会在衣服上积累静电。在将物体放入容器时，实验者握带电体C手柄的位置应尽可能远离物体和容器。
- 专业的学生实验包中，容器A常是两个同心的金属筛圆筒，顶部开口[15]。当网眼足够小时，金属筛与金属板对静电的作用效果相同。内筒是真正的法拉第桶容器，与外筒用绝缘支撑架分开。外面的金属筛圆筒围住内筒，作为大地屏蔽杂散电荷。这种设计能大幅消除杂散电荷所带来的问题，还能允许实验者看到容器内的状况。静电接地线夹到外筒，在进行任何操作时实验者要触摸该筒。实验者可以用手指架在内外筒之间来为内筒接地。注意在抬起手指时，要先离开内筒，避免在内筒上留下电荷[16]。
- 由于手指上的污垢和油脂会在装置表面形成一层薄膜，电荷可能会沿着手柄和支撑体从带电体C和容器上泄漏[13]。如果怀疑有此问题，应用清洁剂清洁设备，以除去油和污脂。
- 在测量容器内或外表面上的电荷时，不应将电荷检测器触碰到容器边缘附近。由于金属的形状，开口边缘附近会集聚额外的电荷。

## 解释

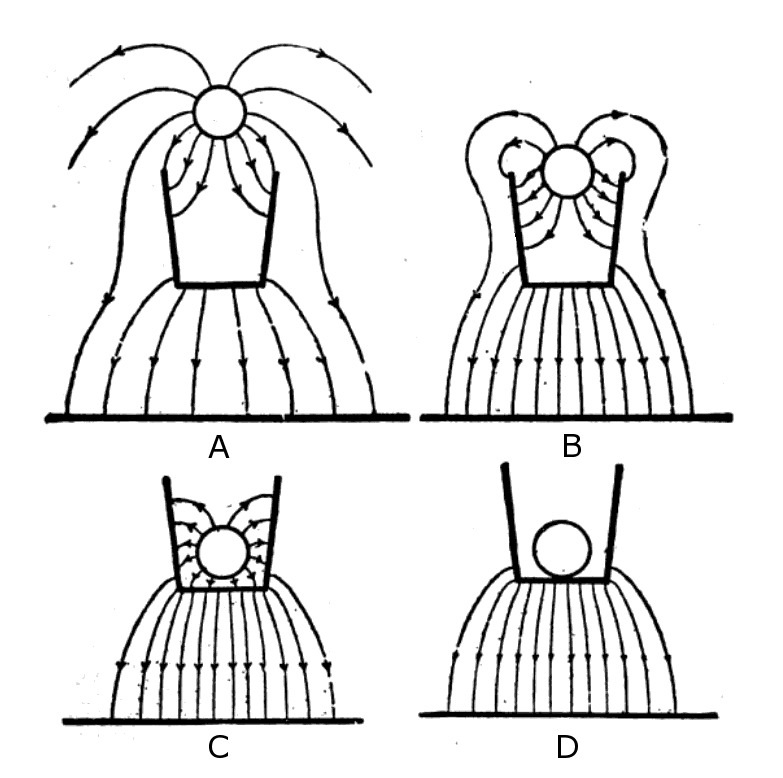
上图所绘的是带电球正在放入容器时（A,B）的电场线。当电荷足够深入桶内时（C），所有的电场线都于容器内终止，并感应出等量电荷。用球碰容器壁（D），所有电荷转移到桶上。

导电金属物体有自由電荷（电子），能在物体内自由移动。未充电时，金属的每一部分都有等量的正电荷和负电荷，混合均匀，因而任意部分都不具有净电荷。如果在金属某处之外有带电体靠近，电荷力会使内部电荷相分离。与外电荷极性相异的电荷会被吸引，并移动到物体表面面对带电体的地方。同性电荷被排斥，并移动到金属表面远离带电体处。这便是静电感应现象。在步骤2中，当电荷C放入容器时，容器金属中的电荷相分离。如果C带正电，金属中的负电荷被它吸引，并移动到容器内表面，而正电荷被排斥到外表面上。如果C带负电，则电荷极性相反。由于容器原本不带电，因而内外表面电量相等，电性相反。此感应过程可逆：步骤4中，移去C，异性电荷所产生的吸引力使它们再次混合，而表面电荷则减至零。
带电体C的静电场使自由电荷移动。当金属中的电荷相分离时，金属容器表面上存在感应电荷的区域会产生静电场，其与C的静电场方向相反。在金属内，感应电荷所产生的场与C的场恰好抵消。金属内静电场始终为零。如果不为零，则电场力就会移动及分离更多的电荷，直至电场为零。一旦C足够深入容器内，几乎所有从C发出的电场线都终止于容器表面。结果（将于下文证明）是容器内的总感应电荷量于C上电荷相等。
在第5步中，当C与容器内壁相碰时，C中所有电荷流出并与感应电荷中和，使内壁及C均不带电。电荷仅存在于容器外壁上。总的效果是，先前在C上的电荷全部转移至容器外壁。
可从中得出的一个重要结论是，封闭导电体内的净电荷始终为零，即便是放入带电物体。如果存在到容器壁的电通径，由于相互排斥，电荷会流到所述容器的外表面上。如果不存在，则内电荷将会在内表面上感应出等量异种电荷，因此内部净电荷仍为零。导电体所带的任何净电荷都位于其表面上。

### 证明感应电荷与物体所带电荷电量相等

绿线：所取高斯面S

用高斯定律可以证明第5步中得到的结论，即封闭于金属容器中的带电体在容器上感应出等量电荷。假设无开口容器A将物体C完全包含在内（将于下解释此假设），且C带Q库电荷。电荷C的电场会使金属内的自由电荷分离，从而在壳体的内外表面上引发感应电荷。于壳体内外表面之间的金属内任取一封闭曲面S。由于S处于导电区（金属内），而导电区内电场为零，因而S面上电场处处为零。所以，S面总电通量为零。从而由高斯定律可知，S内所含总电荷为零：（Qinduced：Q感）
{\displaystyle \iint \limits _{S}\mathbf {E} \cdot d\mathbf {A} ={\frac {1}{\epsilon _{0}}}(Q+Q_{induced})=0\,}
S内含有的电荷为C上的Q，及金属表面上的Q感。因为两部分电荷代数和为零，所以壳内表面上的感应电荷与C上电荷电量相等，极性相反：Q感 = −Q。

### 从电场线的角度解释
借助电场线，还可以直观理解此现象。电场线的两端代表等量电荷，即每条线开始于特定量的正电荷，终止于等量的负电荷。还需要知道电场线不能穿过导体。如果电场线能进入金属内部，那么金属中的电子将沿电场线方向移动，从而引起导体中电荷重新分布，直至不存在电场。只有当导体内电场为零时，导体内电荷才能达到静电平衡。
当带电体C封闭于导电容器A中时，物体上发出的电场线必须于终止于容器内表面上，而无处可去。由于物体上每单位电荷发出一条电场线，而每条电场线终止于容器上的等量感应电荷，因而物体所带电荷量于容器内侧感应电荷量相等。
任意容器外的带电体在它周围感应出等量电荷。从它发出的电场线终止于墙壁或其他物体上的感应电荷。更一般的，宇宙中正负电荷两两对应。

### 洞的影响
严格地说，仅当金属容器完全包围带电体而没有孔时，容器上的感应电荷才完全等于物体上的电荷。如果有一个开口，C的部分电场线将从开口处漏出，因此不会在容器上感应出电荷，从而容器表面上的电荷量将小于C。但要放入或取出带电体，就必须有一个开口。法拉第实验时，在悬线上固定了一个金属盖，这样当球处于容器中心时，就能盖住开口。然而并无此必要。即像法拉第桶那样容器完全敞开，实验现象也十分明显。只要C足够深，且深度大于开口直径，感应电荷就非常接近C的量。如上图所示，一旦带电体足够深入其内，绝大多数从C始发的电场线都终止于容器壁上，少有穿过开口并终止于不处于容器之上的负电荷。约翰·弗莱明，早期杰出的电学家，于1911年写道：
“……尝试给容器开多大的口，而在电气上仍能作为‘封闭导体’，着实很有趣。”
但在解释此实验时，如上述那样，常假设容器没有孔。

### 静电屏蔽
由于金属中不存在电场，容器外表面的电荷分布及其电场完全不受容器内电荷的影响。第3步中，如果在容器内四处移动带电体，内表面上的感应电荷将重新分布，以使内表面外的电场相抵消。外表面的电荷及任何外部电荷则完全不受影响。从外面看，仿佛金属容器仅存在表面电荷+Q，内部再无电荷。同样，如果外部电荷靠近容器附近，外表面上的感应电荷重新分布以抵消容器内的电场。这样，容器内的电荷就不会“感受”到任何电场，也不会为之改变。总之，容器内外区域彼此隔离，电场无法穿透，也不会互相影响。这就是法拉第笼的静电屏蔽原理。

## 拓展实验

### 其它方式
另一种实验步骤为：第2步中，在带电体C放入容器后，将容器外壁接地。容器外壁的电荷流入大地，而电荷检测器示数降至零，此时容器仅内壁带有等量异种电荷。再从容器中取出C。容器内壁的感应电荷由于不需要再抵消C的电场，会移动至容器外壁。电荷检测器示数与先前等量反向。将C与容器外壁相接触，则均不带电，说明电荷正好抵消。因而证明C与容器外侧电荷等量异种。

### 非接触式电荷测量
将带电体放入法拉第桶内，便可在不接触及不影响原有电荷分布的情况下测量电荷量。容器外的感应电荷仅与内部总电荷量有关。如果容器内有多个带电体，外部电荷等于其代数和。

### 电荷叠加
如果多次将导电带电体放入容器并与内壁接触，每件物体上的所有电荷都将转移至容器外，而与容器已带电荷量无关。这是静电荷在物体上叠加的唯一方法。如果只是将两个导电带电体在外部相接触，电荷只会在两个物体间平均分配。
依据相同原理，范德格拉夫起电机能将电荷转移至上端电极。上端电极为一个中空的金属外壳，功能如同法拉第桶。内部传送带运送电荷，然后由与电极相连的金属刷卸载。由于电极内电势恒定，来自传送带的电荷会流到外表面，而无论电极上已有多少电荷。

### 摩擦起电
法拉第桶所带电荷是电荷的“代数和”，因而可以用来证明，用摩擦或接触使物体带电（摩擦起电）会产生等量异种电荷。首先，给一块毛皮和一块橡胶（或塑料）放电，这样便不带电荷。然后握住绝缘手柄，将其放入容器内。电荷检测器指示无电荷。然后在容器内相互摩擦，这样，毛皮会带正电，而橡胶会带负电。然而，由于所带电荷是来源于电荷的分离，因而两部分电荷等量异种，所以电荷代数和仍然为零。电荷检测器示数仍然为零，可以证明这一点。分别将物体放入桶中，可由电荷检测器看出两物体所带电荷等量异种。

### 多层容器
在法拉第1844年的原稿中，他还研究了嵌套若干导电容器的效果。他发现感应作用能透过多个容器，使得看上去只有一个容器。他在实验中用了四个桶，每个桶用放在外面一个桶内的绝缘支架支撑。如果将电荷放入最内的桶，外桶外会出现等量感应电荷。桶外侧的电荷又能在下个桶上感应出等量电荷。如果有一个桶接地，该桶外的所有桶上电荷变为零。